# Sybra convexa
Sybra convexa là một loài bọ cánh cứng trong họ Cerambycidae.